# Anne Treisman
Anne Marie Treisman (Wakefield, 27 de fevereiro de 1935 - 10 de fevereiro de 2018) foi uma psicóloga inglesa que trabalhava no Departamento de Psicologia da Universidade de Princeton. Suas pesquisas tinham como foco atenção, percepção de objetos e memória. Uma de suas ideias mais conhecidas é a teoria de integração de características da atenção, publicada originalmente com G. Gelade em 1980. Treisman lecionou na Universidade de Oxford, na Universidade da Colúmbia Britânica, na Universidade da Califórnia em Berkeley e na Universidade de Princeton. Em 2013, Treisman recebeu do presidente Barack Obama a Medalha Nacional de Ciências por seu trabalho pioneiro no estudo da atenção.

## Publicações selecionadas
- Treisman, A.; Gelade, G. (1980). «A feature integration theory of attention». Cognitive Psychology. 12 (1): 97–136. PMID 7351125. doi:10.1016/0010-0285(80)90005-5
- Treisman, A (1991). «Search, similarity and the integration of features between and within dimensions». Journal of Experimental Psychology: Human Perception and Performance. 17 (3): 652–676. doi:10.1037/0096-1523.17.3.652
- Treisman, A. (novembro de 1986). «Features and Objects in Visual Processing» (PDF). New York City. Scientific American. 255 (5): 114–125. Bibcode:1986SciAm.255e.114T. doi:10.1038/scientificamerican1186-114B. Consultado em 6 de julho de 2013. Cópia arquivada (PDF) em 20 de outubro de 2016